# Nudelman-Rihter NR-30
Nudelman-Rihter NR-30 (rus. Нудельмана — Рихтера 30 мм) je bil sovjetski 30 mm avtomatski top. Zasnovala sta ga A.E. Nudelman in A.A. Rihter, v uporabo je vstopil leta 1954. NR-30 je v bistvu povečan 23 mm NR-23. Teža topa NR-30 je bila samo 66 kg.
Projektil je imel maso okrog 400 gramov in izstopno hitrost 800 m/s.
Uporabljal se je na letalih MiG-19, Suhoj Su-7, Suhoj Su-17 in na nekaterih verzijah MiGa-21.